# De Tochten (sneltramhalte)
De Tochten is een sneltramhalte van de Rotterdamse metro in de wijk Zevenkamp. De halte is gelegen aan lijn B en is vernoemd naar de Tochtenweg waar het station zich aan bevindt.
De metro's die hier komen hebben als eindbestemming Steendijkpolder/Hoek van Holland Strand en Nesselande. De laatste metro's rijden niet verder dan Alexander (richting Hoek van Holland).
De halte ligt aan de rand van de wijk Zevenkamp, net voorbij een kruising, en heeft een eilandperron. Even ten oosten van de halte houdt de bovenleiding op en wordt de stroomvoorziening door een derde rail overgenomen. Er bevinden zich geen tourniquets op deze halte. De halte ziet er voor het grootste deel hetzelfde uit als halte Binnenhof.

## Geschiedenis
De halte werd geopend op 19 april 1984 als onderdeel van de Oost-westlijn. Hierna deed het lange tijd dienst als eindhalte voor de voormalige 'Zevenkamp-tak' van deze lijn, sinds eind 2009 het traject van metrolijn B. Sinds de oostelijke verlenging van deze lijn, die op 29 augustus 2005 in gebruik werd genomen, is de functie als eindstation overgenomen door metrostation Nesselande.
Voor de in 2002 uitgebracht film Loenatik: de moevie is de halte als een van de opnamelocaties gebruikt.
In 2005 werd de halte gemoderniseerd en kreeg het de nieuwe huisstijl die op alle metrostations van de RET te zien is.
Nesselande · De Tochten · Ambachtsland · Nieuw Verlaat · Hesseplaats · Graskruid · Alexander  · Oosterflank · Prinsenlaan · Schenkel · Capelsebrug · Kralingse Zoom · Voorschoterlaan · Gerdesiaweg · Oostplein · Blaak  · Beurs · Eendrachtsplein · Dijkzigt · Coolhaven · Delfshaven · Marconiplein · Schiedam Centrum  · Schiedam Nieuwland · Vlaardingen Oost · Vlaardingen Centrum · Vlaardingen West · Maassluis Centrum · Maassluis West · Steendijkpolder · Hoek van Holland Haven · Hoek van Holland Strand